# Janet Hobhouse
Pour les articles homonymes, voir Hobhouse.
Janet Hobhouse, née en 1948 à New York et morte le 1er février 1991 à New York,, est une écrivaine américaine.

## Biographie
Elle est l’une des deux dédicataires du roman de Philip Roth Le Théâtre de Sabbath.
Son dernier livre, The Furies, qui retrace l'histoire tragique de sa famille, et notamment des protagonistes féminins, a été publié en français en 2019 sous le titre Nos vies consumées.

## Œuvres
- Everybody Who Was Anybody, 1976, autobiographie de Gertrude Stein
- Nellie Without Hugo, 1982, roman
- Dancing in the Dark, 1983, roman
- November, 1986, roman
- The Bride Stripped Bare: The Artist and the Female Nude in the Twentieth Century, 1988, essai
- The Furies, 1992, roman Nos vies consumées, traduit par Anouk Neuhoff, Paris, Éditions rue Fromentin, 2019, 368 p.  (ISBN 978-2-919547-59-3)[3],[6]